# 赫顿陨石坑
赫顿陨石坑（Hutton）是月球背面北半部一座古老的大撞击坑，约形成于39.2-38.5亿年前的酒海纪，其名称取自十八世纪苏格兰博物学家、地质学家暨物理学家和化学家，现代地质年代学之父詹姆斯·赫顿(1726年-1797年)，1970年被国际天文学联合会批准接受。

## 描述
该陨坑西侧毗邻阿普尔顿环形山、西北偏西靠近戈洛文陨石坑、更大的朗之万环形山位于它的西北，东北偏北和东侧则分别坐落了钱德勒环形山和商博良陨石坑，而努斯尔环形山横亘在它的南面，东南和西南面分别矗立了沙因环形山及斯特恩斯陨石坑。该陨坑中心月面坐标为37°13′N 168°41′E / 37.22°N 168.68°E，直径45.17公里，深度约2.28公里。
赫顿陨石坑是一座已磨损的圆形大撞击坑，环坑壁坐落了许多大小不一的小陨坑，其中北侧壁略为破损、东南偏南侧外壁坡则明显向外延伸，沿南侧内壁分布有一道已磨损的峭崖。该陨坑坑 壁平均高出周边地形1120米，内部容积约有2000公里3。坑底表面相对平整，坐落了一道长条形山脊，在它东侧是另一道更小的山脊。除此之外，在坑内还散布有一些细的小穴坑和数座小山丘。

## 卫星陨石坑
按惯例，最靠近赫顿陨石坑的卫星坑将在月图上以字母标注在该坑的中心点旁。

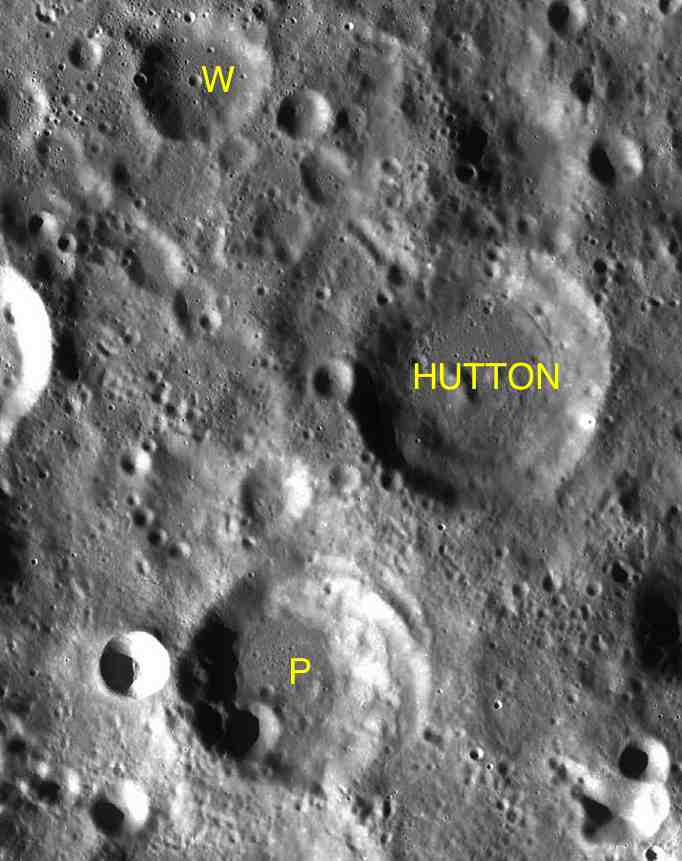
LAC-32 区域图

| 赫顿 | 纬度    | 经度     | 直径    |
| ---- | ------- | -------- | ------- |
| P    | 35.7° N | 167.4° E | 42 公里 |
| W    | 39.1° N | 166.7° E | 23 公里 |

- 卫星坑"赫顿 P"约形成于早雨海世[1]。

## 另请参阅
- Andersson, L. E.; Whitaker, E. A. . NASA RP-1097. 1982.
- Blue, Jennifer. . USGS. July 25, 2007  [2007-08-05]. （原始内容存档于2015-05-26）.
- Bussey, B.; Spudis, P. . New York: Cambridge University Press. 2004. ISBN 978-0-521-81528-4.
- Cocks, Elijah E.; Cocks, Josiah C. . Tudor Publishers. 1995. ISBN 978-0-936389-27-1.
- McDowell, Jonathan. . Jonathan's Space Report. July 15, 2007  [2007-10-24]. （原始内容存档于2015-01-12）.
- Menzel, D. H.; Minnaert, M.; Levin, B.; Dollfus, A.; Bell, B. . Space Science Reviews. 1971, 12 (2): 136–186. Bibcode:1971SSRv...12..136M. doi:10.1007/BF00171763.
- Moore, Patrick. . Sterling Publishing Co. 2001. ISBN 978-0-304-35469-6.
- Price, Fred W. . Cambridge University Press. 1988. ISBN 978-0-521-33500-3.
- Rükl, Antonín. . Kalmbach Books. 1990. ISBN 978-0-913135-17-4.
- Webb, Rev. T. W.  6th revised. Dover. 1962. ISBN 978-0-486-20917-3.
- Whitaker, Ewen A. . Cambridge University Press. 1999. ISBN 978-0-521-62248-6.
- Wlasuk, Peter T. . Springer. 2000. ISBN 978-1-85233-193-1.